# Allery
Allery is een gemeente in het Franse departement Somme (regio Hauts-de-France) en telt 752 inwoners (1999). De plaats maakt deel uit van het arrondissement Abbeville.

## Geografie
De oppervlakte van Allery bedraagt 13,1 km², de bevolkingsdichtheid is 57,4 inwoners per km².
De onderstaande kaart toont de ligging van Allery met de belangrijkste infrastructuur en aangrenzende gemeenten.

## Demografie
Onderstaande figuur toont het verloop van het inwonertal (bron: INSEE-tellingen).